# Kyoko Kuroda
Kyoko Kuroda (黒田 今日子 Kuroda Kyoko?,  nacido el 8 de mayo de 1969) es una exfutbolista japonesa que jugaba como defensa.
Kuroda jugó 21 veces y marcó 7 goles para la selección femenina de fútbol de Japón entre 1989 y 1994. Kuroda fue elegida para integrar la selección nacional de Japón para los Copa Mundial Femenina de Fútbol de 1991.

## Trayectoria

### Clubes
| Club                  | País  | Año  |
| --------------------- | ----- | ---- |
| Prima Ham FC Kunoichi | Japón | ???? |

### Selección nacional
| Selección | País  | Año         |
| --------- | ----- | ----------- |
| Absoluta  | Japón | 1989 - 1994 |

## Estadística de equipo nacional
| Selección femenina de fútbol de Japón | Selección femenina de fútbol de Japón | Selección femenina de fútbol de Japón |
| Año                                   | Partidos                              | Goles                                 |
| ------------------------------------- | ------------------------------------- | ------------------------------------- |
| 1989                                  | 4                                     | 6                                     |
| 1990                                  | 2                                     | 1                                     |
| 1991                                  | 11                                    | 0                                     |
| 1992                                  | 0                                     | 0                                     |
| 1993                                  | 0                                     | 0                                     |
| 1994                                  | 4                                     | 0                                     |
| Total                                 | 21                                    | 70                                    |